# Psychotria gardenioides
Psychotria gardenioides là một loài thực vật có hoa trong họ Thiến thảo. Loài này được (Scheidw.) Standl. miêu tả khoa học đầu tiên năm 1927.